# Hermann Ebert

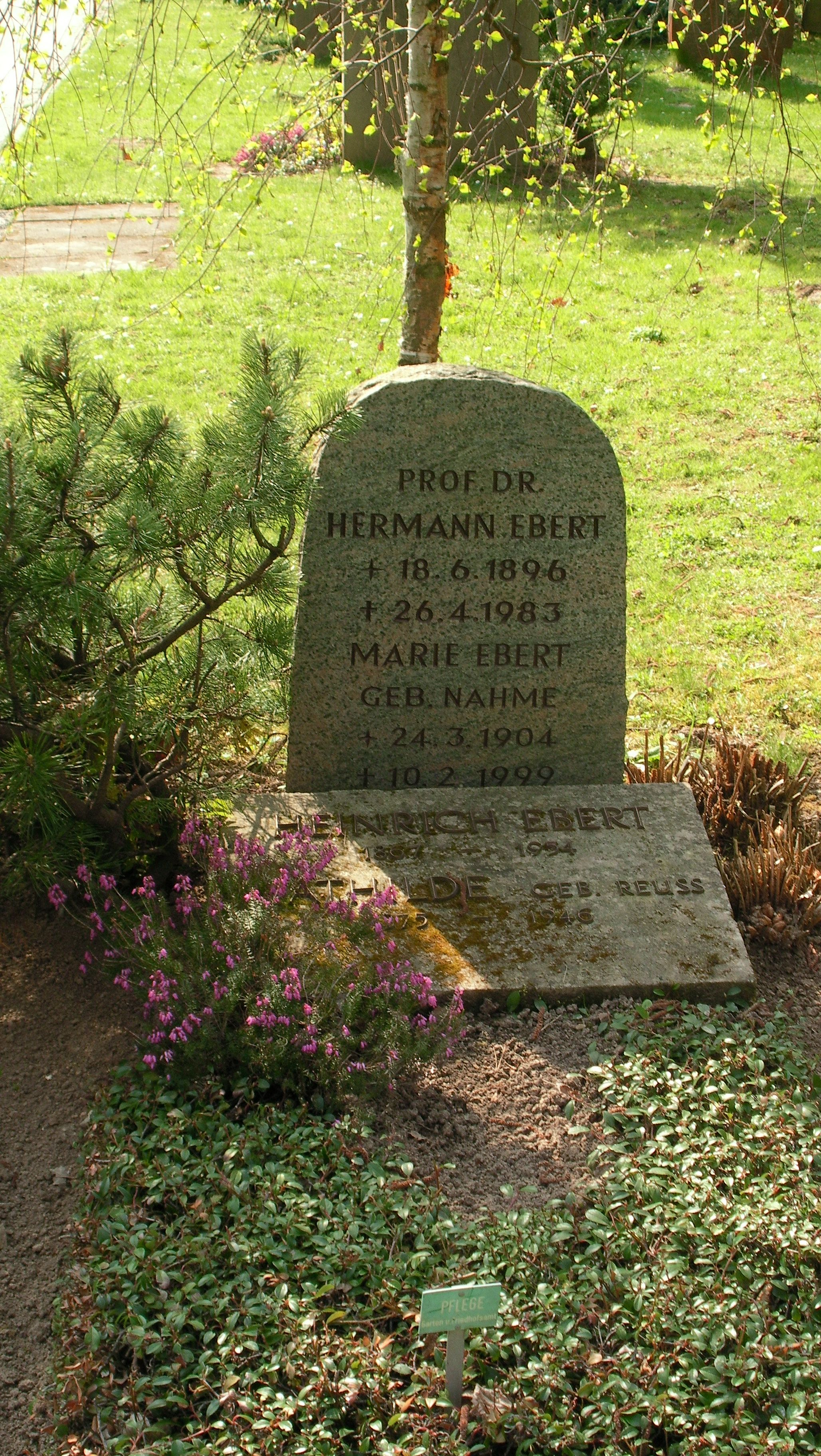
Fotografia da campa de Hermann Ebert

Hermann Ebert (Göttingen, 18 de junho de 1896 – Braunschweig, 26 de abril de 1983) foi um físico alemão.
Ebert estdou física em Göttingen, onde foi aluno de, entre outros, James Franck, Peter Debye e David Hilbert. Obteve um doutorado em 1920, orientado por Peter Debye, com uma tese sobre alargamento de linhas espectrais. A partir de 1921 trabalhou na Physikalisch-Technische Bundesanstalt subordinado a Karl Scheel. Aposentou-se em 1961.
Editou novas edições do livro Praktische Physik de Friedrich Kohlrausch (1955, 1960, com Eduard Justi) e do Physikalische Taschenbuch bem como das séries Sammlung Vieweg e Verfahrens- und Messkunde der Naturwissenschaft. Escreveu uma biografia de Hermann von Helmholtz. Em 1977 foi publicada sua Geschichte der Vakuumtechnik bis 1927.

## Obras
- Die Wärmeausdehnung fester und flüssiger Stoffe, Verfahrens- und Messkunde der Naturwissenschaft, Springer, 1940
- Hermann von Helmholtz, Stuttgart 1949
- Vakuumchronik, 3 Volumes, 1977
- Editor: Physikalisches Taschenbuch, 5ª Edição, Vieweg 1978